# Смирнов, Павел Агафангелович
Павел Агафангелович Смирнов (7 июня 1884, Курманаевка, Оренбургская область — 1948, Свердловск) — профессор физики, декан физико-математического факультета и заведующий кафедрой экспериментальной физики Уральского государственного университета.

## Биография
Родился 7 июня 1884 года в с. Курманаевка Самарской губернии.
В 1910 году окончил физико-математический факультет Казанского университета с дипломом 1 степени.
С 1910 года — преподаватель, с 1918 года — директор Самарского коммерческого училища. В 1919 года утвержден ГУСом профессором физики Самарского университета.
С именем ученого связана первая конфликтная ситуация на физико-математическом факультете Пермского университета. 1 января 1925 года Смирнов на 2 года назначен профессором метеорологии с поручением чтения курса физики. 24 июня 1927 года постановлением научно-технической секции ГУСа освобожден от должности в связи с отрицательными отзывами его коллег и назначен и. о. профессора физики на 3 года. Однако под давлением сообщества педагогического факультета с 1 ноября 1927 года освобожден от должности профессора по собственному желанию и вошел в ГУС с ходатайством об объявлении конкурса на замещение должности профессора кафедры физики на педагогическом факультете университета.
Преподавал в Донецком горном (1929), Свердловском педагогическом (1930, 1932), Уральском химико-технологическом (1931), Свердловском медицинском (1937) институтах.
В 1932 году в Уральском университете отвечал за формирование кафедр по физико-техническому отделению университета. Был деканом физико-математического факультета (1936—1939, 1942—1944), заведующим кафедрой экспериментальной физики (1936—1941). Читал курс экспериментальной физики.
Вместе с профессором А. П. Комаром организовал рентгеновский кабинет в университете.
Отвечал за редактуру «Ученых записок Уральского университета» (1937).
Умер в 1948 году. Похоронен на Михайловском кладбище Екатеринбурга.

## Награды
- Награжден медалью «За доблестный труд в Великой Отечественной войне 1941—1945 гг.».